# Kozy
Kozy (deutsch Seiffersdorf, Seibersdorf, Kosy; wilmesaurisch Zajwyśdiüf) ist mit 12.000 Einwohnern das größte Dorf Polens und bildet eine Landgemeinde im Powiat Bielski, Woiwodschaft Schlesien.

## Geografie

### Geografische Lage
Kozy liegt am Nordrand der Kleinen Beskiden (Beskid Mały), am Fuße des Berges Hrobacza Łąka (828 m), 5 Kilometer nordöstlich der Kreisstadt Bielsko-Biała und ist damit ein Vorort derselben.

### Gemeindegliederung
Die Landgemeinde Kozy umfasst den Kernort Kozy und hat keine Ortsteile.

## Geschichte

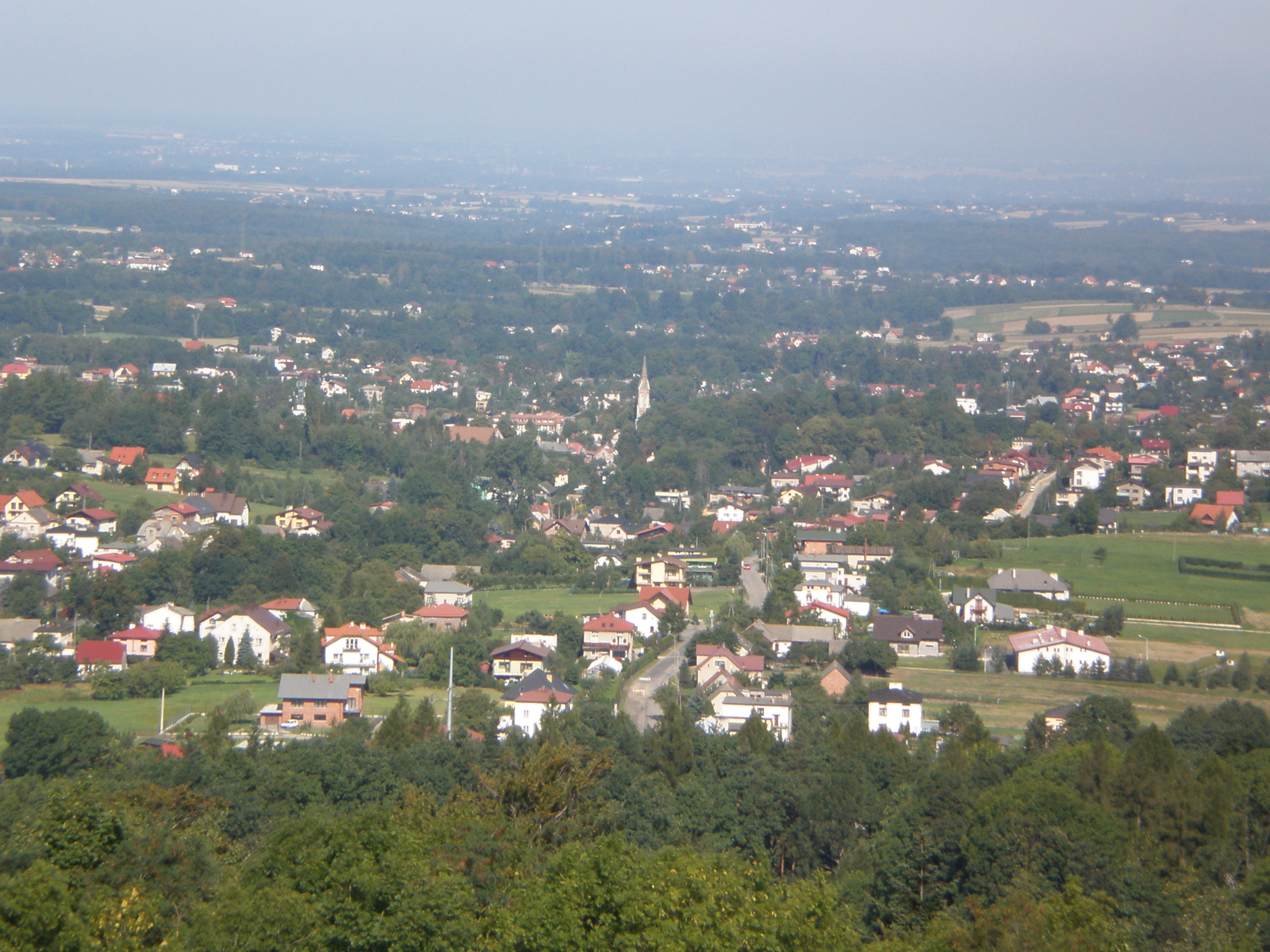
Blick vom Hang des Bergs Hrobacza Łąka auf Kozy, 2008

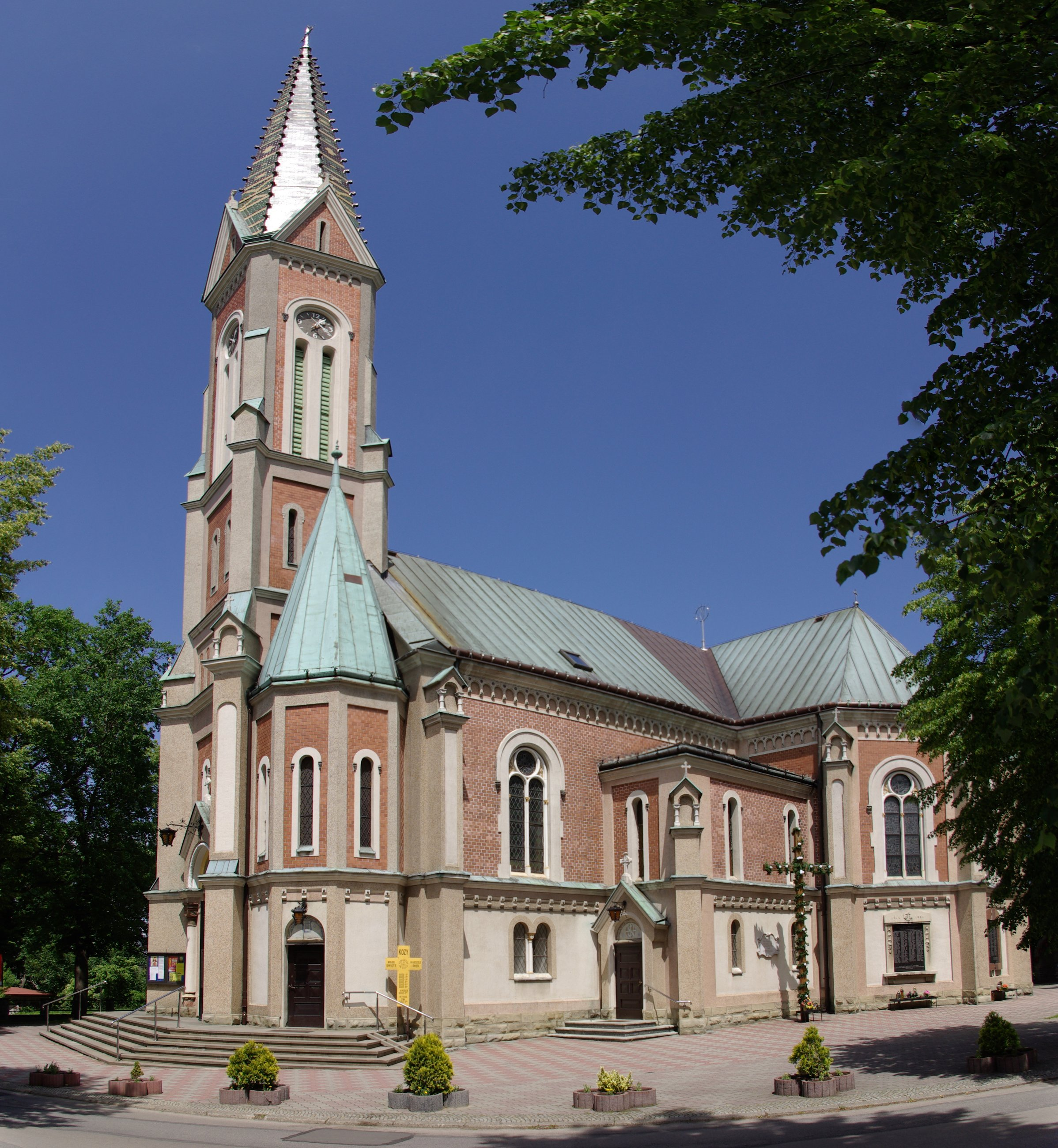
Katholische Pfarrkirche, 2009

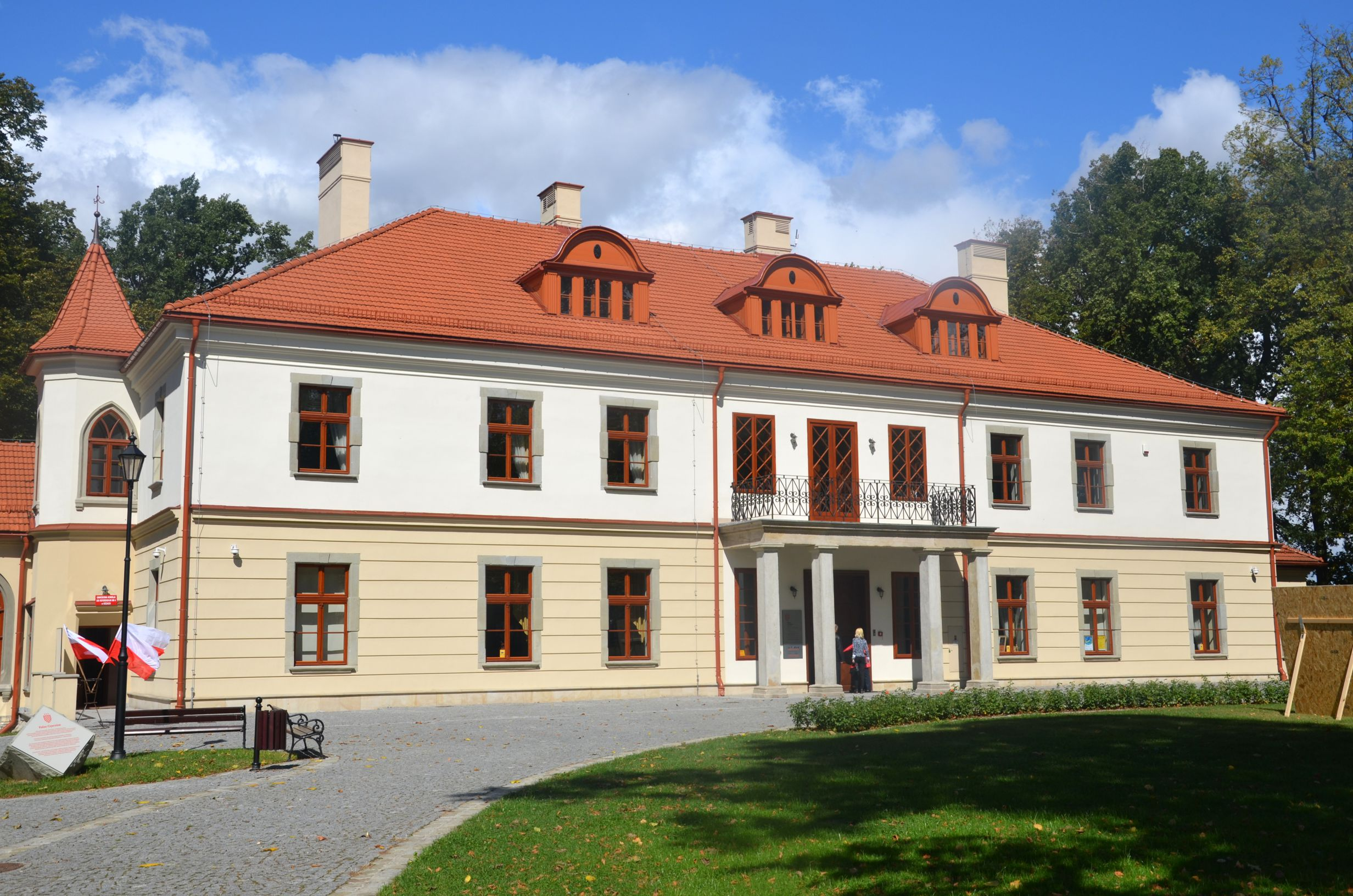
Palast aus dem 18. Jahrhundert, 2015

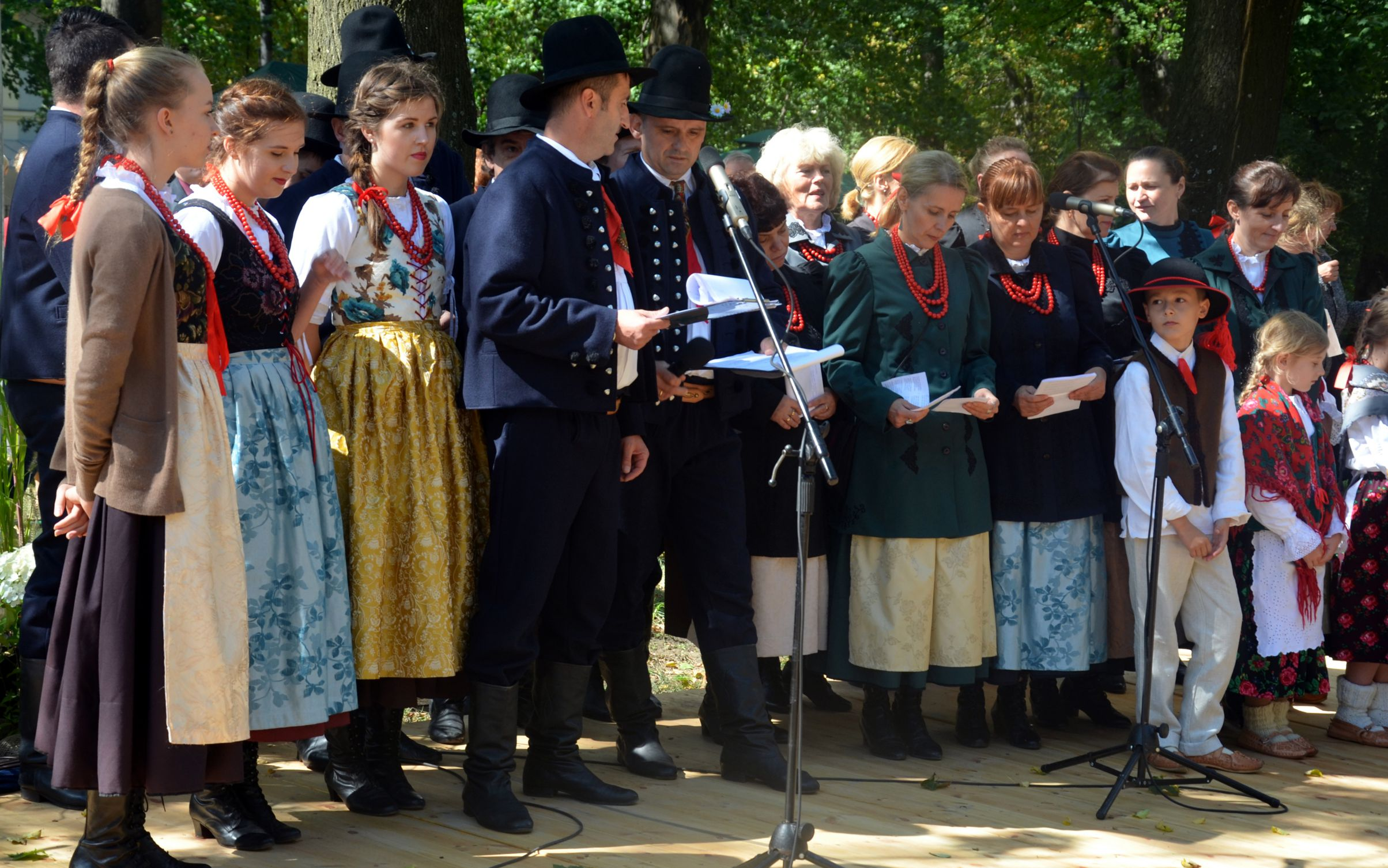
Erntedankfest 2015 – Die Bauerntrachten aus Kozy

Laut einer Legende geht der Ort auf zwei Dörfer zurück: Kozy Górne und Kozy Dolne, also Ober- und Nieder-Kozy, die jeweils einen eigenen Schultheiß hatten, aber eine gemeinsame, 1326 erstmals erwähnte Parochie bildeten. In diesem Jahr wurde der Ort lateinisch als „Duabuscapris seu Siffridivilla“ erwähnt, übersetzt Auf-zwei-Ziegenböcken oder Siffrids Dorf. Diese Erwähnung enthielt also bereits den deutschen (siehe Bielitz-Bialaer Sprachinsel) und den polnischen Ortsnamen (Kozy ist das polnische Wort für Ziegenböcke). Bereits in der zweiten Hälfte des 13. Jahrhunderts war eine Holzkirche errichtet worden.
Das Dorf gehörte historisch zum Herzogtum Auschwitz, das wiederum seit 1327 der böhmischen Krone angehörte und 1457 an Polen fiel. Die Grundherren wechselten über die Jahrhunderte. Jakub Gierałtowski schließlich, führte im Jahre 1559 in der katholischen Ortskirche den Calvinismus ein. 1658 wurde die Kirche wieder dem römisch-katholischen Glauben zugeführt. Im 18. Jahrhundert fiel Seiffersdorf an die reiche Krakauer Familie Jordan. Seiffersdorf lag zwar im Königreich Polen, die Bevölkerung war aber größtenteils deutschsprachig und reformiert und wurde dementsprechend von der Gegenreformation unterdrückt. Unter dem Gutsherrn Jordan musste die Bevölkerung zudem harte Fronarbeit leisten. Deshalb siedelten mehr als 300 Seiffersdorfer am 25. Mai 1770 über die nahe Weichselgrenze in die preußische Standesherrschaft Pless aus. Unterstützt wurde die Umsiedlung von König Friedrich dem Großen. Die Seiffersdorfer wurden auf dem Vorwerk Kielpow bei Imielin angesiedelt, und dort die neue reformierten und deutschsprachige Kolonie Anhalt gegründet.
1772 fiel der Ort mit der Ersten Polnischen Teilung an Österreich. Nach der Aufhebung der Patrimonialherrschaften bildete er ab 1850 eine Gemeinde im Bezirk und Gerichtsbezirk Biała. 1918 wurde Kozy wieder Teil des nach dem Ersten Weltkrieg wiedererstandenen Polens.
Um 1899 wurde die alte Schrotholzkirche aus der ersten Hälfte des 16. Jahrhunderts zugunsten eines Neubaus abgerissen. Die mit Malereien versehene Holzdecke ging in den Bestand des Nationalmuseums Krakau über. Von 1900 bis 1901 wurde dann die heutige Pfarrkirche St. Simon und Judas Thaddäus im neugotischen Stil errichtet.

## Politik

### Gemeindevorsteher
An der Spitze der Verwaltung steht der Gemeindevorsteher. Dies war Edward Kućka, der 2018 nicht mehr antrat und von Jacek Kaliński abgelöst wurde. Bei der turnusmäßigen Wahl im April 2024 blieb Amtsinhaber Jacek Kaliński ohne Gegenkandidaten und wurde mit 86,4 % der Stimmen wiedergewählt.
Bei der turnusmäßigen Wahl im Oktober 2018 gab es folgendes Ergebnis:
- Jacek Kaliński (Wahlkomitee „Gemeinsam für die Gemeinde Kozy“) 44,6 % der Stimmen
- Krzysztof Fiałkowski (Wahlkomitee „Zeit für positive Veränderungen“) 40,1 % der Stimmen
- Piotr Wojtusiak (Wahlkomitee „Fortschritt und Gemeinschaft für die Bewohner“) 15,3 % der Stimmen

In der damit notwendigen Stichwahl setzte sich Kaliński mit 64,9 % der Stimmen gegen Fiałkowski durch und wurde zum neuen Gemeindevorsteher gewählt.

### Gemeinderat
Der Gemeinderat von Kozy besteht aus 15 Mitgliedern, die in Einpersonenwahlkreisen gewählt werden. Die Wahl 2024 führte zu folgendem Ergebnis:
- Wahlkomitee „Gemeinsam für die Gemeinde Kozy“ 100,0 % der Stimmen, 15 Sitze

Die Wahl 2018 führte zu folgendem Ergebnis:
- Wahlkomitee „Gemeinsam für die Gemeinde Kozy“ 41,3 % der Stimmen, 10 Sitze
- Wahlkomitee „Zeit für positive Veränderungen“ 27,6 % der Stimmen, 4 Sitze
- Prawo i Sprawiedliwość (PiS) 21,1 % der Stimmen, 1 Sitz
- Wahlkomitee „Fortschritt und Gemeinschaft für die Bewohner“ 10,0 % der Stimmen, kein Sitz

### Partnerschaften
Die Gemeinde Kozy unterhält Partnerschaften mit
- Hričowske Podhradie, Slowakei
- Mošovce, Slowakei
- Jásztelek, Ungarn
- Kenderes, Ungarn

### Wappen
Über silbernem Dreiberg, in Rot zwei einander zugewandte silberne Ziegenbockköpfe mit goldenen Hörnern.
Die Gemeinde Kozy führt dieses Wappen seit 2004.
Die Farben Silber, Rot und Gold gehen auf die Woiwodschaft Krakau zurück, der das Dorf von 1564 bis 1772 angehörte. Die zwei Ziegenböcke gehen auf den historischen Namen Duabuscapris, Dwie Kosy, also „zwei Böcke“ zurück. Der Dreiberg steht für das Massiv Magura Wilkowska.

## Sehenswürdigkeiten
In Kozy befindet sich neben der neugotischen Pfarrkirche St. Simon und Judas Thaddäus von 1900 bis 1901 ein verfallener Gutshof aus dem 18. Jahrhundert.

## Wirtschaft und Infrastruktur

### Verkehr
Durch Kozy verläuft die Staatsstraße DK 52, die Bielsko-Biała mit dem Nordosten (Krakau) verbindet.

### Bildung
Die in Kozy bestehenden zwei Grundschulen wurden 1993 um Anbauten eines Liceum Ogólnokształcące und 1999 eines gimnazjums (Mittelschule) ergänzt. Ferner ist im Ort ein Kulturhaus tätig. Seit 1998 verfügt Kozy über eine Sporthalle und 2001 ein Schwimmbad.

## Söhne und Töchter
- Edward Budny (* 1937), Skilangläufer
- Henning Ritter (1943–2013), deutscher Journalist und Autor